# Víctor Hugo Berardi
Víctor Hugo Berardi (Montevideo, 1950 – 18 agosto 2015) è stato un allenatore di pallacanestro uruguaiano.

## Carriera
Ha allenato l'Uruguay in quattro Campionati americani (1992, 1993, 1995, 1997)